# L'endemà al matí
L'endemà al matí (títol original en anglès: The Morning After) és una pel·lícula estatunidenca dirigida per Sidney Lumet, estrenada el 1986. Ha estat doblada al català. Jane Fonda va ser nominada a l'Oscar a la millor actriu pel seu paper en aquesta pel·lícula.

## Argument
Alex era una artista de talent fins al dia en què l'alcohol destrueix la seva carrera. Un matí, es desperta amb un desconegut i descobreix que l'home que dormia al seu costat és mort assassinat d'una ganivetada a l'esquena. Presa d'un lapsus de memòria i incapaç de recordar el que ha passat el dia abans, fuig a San Francisco per demanar ajuda a un antic policia.

## Repartiment
- Jane Fonda: Alex Sternbergen
- Jeff Bridges: Turner Kendall
- Raúl Juliá: Joaquin Manero
- Diane Salinger: Isabel Harding
- Richard Foronjy: Sergent Greenbaum
- Geoffrey Scott: Bobby Korshack
- James 'Gypsy' Haake: Frankie
- Kathleen Wilhoite: Red
- Bruce Vilanch: Barman
- George Fisher: Cabbie
- Rick Rossovich: Detectiu
- Kathy Bates: Sra. a Mateo Street